# Péni István (sportlövő, 1997)
Péni István Márton (Budapest, 1997. február 14. –) világbajnok, világbajnoki ezüstérmes, négyszeres Európa-bajnok, ifjúsági olimpiai bajnok sportlövő. Szülei Lencz Erika és Péni István válogatott sportlövők.

## Sportpályafutása
Sportlövő pályafutását 2009-ben kezdte,  2011-es brescai légfegyveres Európa-bajnokságon a junior fiú puska versenyszámban csapatban negyedik, egyéniben 28. volt. A következő évben Heinola-Vierumäkiban a junior légpuskások között Európa-bajnoki negyedik helyezést ért el az egyéni versenyben. Már ebben az évben felnőtt világkupa versenyen szerepelt. A 2014. évi nyári ifjúsági olimpiai játékokon a légpuska egyéni versenyében harmadik, vegyes csapatversenyében aranyérmes volt. 2014. évi junior világbajnokságon 17. helyezett légpuskával, 31. helyezett összetettben míg a fekvő veresnyszámot  betegség miatt feladni kényszerült.
2015-ben az arnhemi 10 méteres Európa-bajnokságon a juniorok között második helyen végzett. A 2015. évi Európa-játékokon légpuska egyéniben kilencedik, légpuska vegyes csapatban bekerült a döntőbe Veres Katával, és ott a hetedik helyen végzett. A maribori sportlövő Európa-bajnokságon a junior kisöbű szabadpuska 3 × 40 lövéses összetett versenyében hatodik, a szabadpuska 60 fekvő versenyszámban bronzérmet nyert. 2015 augusztusában az azerbajdzsáni Gabalában rendezett világkupaversenyen olimpiai kvótát szerzett légpuska versenyszámban.
A 2016-os 10 méteres Európa-bajnokságon a junior fiú légpuska csapatversenyben  és vegyes csapatversenyben arany-, egyéniben ezüstérmes lett.  Májusban a junior világkupa suhli állomásán, a kisöbű szabadpuska 3 × 40 lövéses versenyszámának a döntőjében 458,6 körrel junior világcsúcsot ért el, a 60 fekvő versenyszámban is győzött, valamint légfegyverrel csapat első, és egyéni harmadik lett. Ugyancsak májusban a felnőtt világkupán Münchenben a 3 × 40 összetett versenyszámban 1180 körös új junior Európa csúcsot állított fel az alap versenyben.  Júniusban a döntőben országos csúcsot elérve, a kisöbű szabadpuska fekvő versenyszámban junior Európa-bajnok lett, 3 × 40 összetett versenyszámban csapatban Pekler Zalánnal és Vas Péterrel aranyérmes, míg egyéniben ezüstérmet szerzett. A 2016. évi nyári olimpiai játékokra nagy reményekkel utazott. A 10 méteres légpuskások számában 13. helyen végzett, majd az összetett versenyben a 12. lett.
A 2017-es légfegyveres junior Eb-n légpuskával harmadik, csapatban első lett. A junior vb-n 50 m fekvő lövészetben 10., csapatban ötödik, összetettben egyéniben hatodik, csapatban (Vas Péter, Pekler Zalán) junior világcsúccsal aranyérmes lett. Légpuskával egyéniben hatodik, csapatban negyedik helyezést szerzett. A felnőtt Eb-n a kisöbű szabadpuska 3 × 40 lövéses összetettben negyedik lett. A sportlövő Eb-n kisöbű szabadpuska fekvő számban egyéniben 18., csapatban hatodik lett.  A kisöbű szabadpuska 3 × 40 lövéses összetett számban negyedik helyezést ért el. A nagyöbű szabadpuska 60 lövéses fekvő versenyében tizedik lett. A nagyöbű szabadpuska 3 × 40 lövéses összetett számban ezüstérmet szerzett. Az indiai világkupa döntőről két junior világcsúcs mellett egy arany és egy bronz éremmel térhetett haza. Ezzel pályafutása során először sikerült a világranglista élére állnia. A Nemzetközi Sportlövőszövetség (ISSF) az év puskás versenyzőjének választotta.
2018-ban a győri légfegyveres Európa-bajnokságon légpuska egyéniben 12., vegyes csapatban (Szijj Katinka) 23., légpuska csapatban bronzérmes lett. A mexikói, koreai és a Fort Benning-i (USA) világkupáról is két-két éremmel térhetett haza, amellyel 2018 májusában már mindkét olimpiai számban a világranglista vezető helyét foglalta el. Augusztusban Újvidéken országos csúcsot ért el légpuskával. A világbajnokságon vegyes csapatban (Zwickl-Veres Kata) 39, légpuskával egyéniben 12., csapatban hetedik, a kisöbü puska fekvő versenyszámában hetedik lett. A kisöbű szabadpuska 3 × 40 összetett versenyszámának selejtezőjében országos csúcsot ért el, a másnapi versenyen kilencedik volt. A nagyöbű szabadpuska fekvő versenyszámban a 22., a 3 × 40 összetettben a második helyen végzett.
A 2019 februárjában Újdelhiben rendezett világkupa aranyérmével olimpiai kvótát szerzett a tokiói játékokra. A légyfegyveres Eb-n puskával 10. lett a selejtezőben és nem jutott a döntőbe. Vegyes csapatban (Zwickl-Veres Kata) 36. volt. A légpuska csapatversenyben bronzérmet szerzett. A 2019. évi Európa-játékok légpuskával a 15., kisöbű szabadpuska fekvő vegyes csapatban (Horváth Lea) a 22., kisöbű szabadpuska 3 × 40 lövéses összetett számában a harmadik helyen zárt. A szeptemberi Európa-bajnokságon a kisöbű szabadpuska fekvő versenyszámban a 24., az 50 m fekvő vegyescsapatban (Bajos Gitta) a 15., a kisöbű szabadpuska 3 × 40 lövéses összetettben egyéniben kilencedik, csapatban harmadik, a nagyöbű puska 300 méteres fekvő versenyben csapatban második, a standard puska 300 méter 3 × 20 versenyben negyedik,  a szabadpuska 3 × 40 lövéses összetett számban 5. lett.
A 2020-as wrocławi Európa-bajnokságon légpuskával vegyes párosban (Dénes Eszter), a kvalifikációban elért világcsúcs után ezüst-, egyéniben aranyérmet szerzett. Csapatban (Sidi Péter, Klenczner Márton) ötödik volt.
A 2021-es Európa-bajnokságon légpuskával aranyérmet nyert.
A tokiói olimpián légpuskával 186,5-ös körátlagot elérve 5. helyen végzett.	A légpuskások vegyes páros versenyében Mészáros Eszterrel a 7. helyen zárt. Szabadpuska összetett versenyszámában nem jutott döntőbe, összesítésben a 10. helyen zárt.
2022-ben a Zágrábban megrendezett 300m-es Európa-bajnokságon aranyérmet szerzett az összetett versenyszámban. 
2023-ban világbajnok lett 300m-es összetett standard puska versenyszámban. Az Európa Játékokon két aranyérmet nyertek a csapattal (Hammerl Soma, Pekler Zalán). 
2024-ben olimpiai kvótát szerzett a győri Európa-bajnokságon elért ezüstérmével. Csapatban bronzérmes lett (Hammerl Soma, Pekler Zalán).
A párizsi olimpián a férfi légpuskások selejtezőjében a 18. helyen végzett, és nem jutott be a döntőbe, ahogy a légpuska vegyes csapatversenyben sem, ahol Mészáros Eszterrel indult egy párban. A magyar csapat a selejtező 20. helyén végzett. sportpuska összetettben ugyancsak nem jutott döntőbe, a 21. helyen végzett.

## Díjai, elismerései
- Budapest éltanulója-élsportolója (2013, 2017)
- Az év  magyar sportlövője (2014, 2017,[64] 2019,[65] 2020,[66] 2021,[67] 2022,[68] 2024[69])
- Az év junior sportlövője (2015)
- Az év puskás versenyzője (2017)
- Második a Nemzetközi Sportlövőszövetség év sportlövője szavazásán (2017)[70]
- MOB fair play gála diploma (fair play-cselekedet kategória) (2018)[71]